# TWiiNS
TWiiNS [sic], est un duo de chanteuses slovaques, jumelles, de leurs vrais noms Daniela et  Veronika Nízlová, nées le 15 mai 1986 à Hronsky. Elles ont représenté la Slovaquie au Concours Eurovision de la chanson 2011, à Düsseldorf, en Allemagne.

## Biographie
Elles chantent depuis leur plus jeune âge et en 2000, les jumelles signent un premier contrat avec une maison de disques slovaque. 
Le duo enregistre alors quatre albums qui leur vaudront trois disques d'or et un disque de platine. Pendant quatre ans elles, ont aussi été présentatrices à la télévision et ont joué des rôles dans une comédie musicale à Prague et Bratislava. 
Le groupe fait ensuite équipe avec le producteur de Timbaland, Nelly Furtado, Justin Timberlake et plusieurs autres. Début 2010, elles reprennent le tube Boys de Sabrina. 
Le 18 février 2011, elles sont sélectionnées par STV pour représenter la Slovaquie au Concours Eurovision de la chanson 2011, avec la chanson (annoncée le 5 mars 2011) I'm still alive. Elles échouent cependant à se qualifier pour la finale.